# Heinrich Meinhardt
Heinrich „Heini“ Meinhardt (* 16. April 1936 in Hamburg) ist ein ehemaliger deutscher Boxer.

## Leben
Im Alter von zehn Jahren begann Meinhardt, dessen Vater den Sport ebenfalls ausgeübt hatte, beim Hamburger Verein BC Eiche mit dem Boxen. Sein Vater habe ihn stets gedrängt, kein Training zu verpassen, erinnerte sich Meinhardt später. Er war drei Jahre als Kohlenarbeiter im Unternehmen seines Vaters tätig, begann eine Schlachterlehre, die er aber abbrach, und war anschließend Arbeiter im Hamburger Hafen, hatte dort die Tätigkeiten Gabelstaplerfahrer, Kranführer und Bahnschreiber inne. 1957 wurde Meinhardt, der mittlerweile innerhalb seiner Heimatstadt zum SV Polizei gewechselt war, deutscher Amateurmeister in der Gewichtsklasse bis 71 Kilogramm.
Seinen ersten Kampf als Berufsboxer bestritt er im März 1961 in Kiel. Sein Kampf gegen Klaus Winkler Anfang Februar 1962 in der Hamburger Ernst-Merck-Halle war der erste, der über acht Runden angesetzt wurde. Damit verließ Meinhardt nach Einschätzung des Hamburger Abendblatts „die Kategorie der Einleitungs-Boxer“. Das Duell mit Winkler gewann Meinhardt vorzeitig und blieb auch in den folgenden Kämpfen siegreich. Nach seinem Erfolg über Michel Diouf im Dezember 1962 wurde ihm bescheinigt, sich auf dem Weg zum Hauptkämpfer zu befinden. Der Hamburger hatte alle seine bisherigen 15 Duelle als Berufsboxer für sich entschieden, als er Mitte Mai 1963 die Möglichkeit erhielt, in seiner Heimatstadt gegen den ebenfalls aus Hamburg stammenden Manfred Hass um den vakanten deutschen Meistertitel im Mittelgewicht zu kämpfen. Meinhardt sei gegenüber Hass der „elegantere Boxer“, ein Favorit sei vor dem Kampf aber nicht auszumachen, so das Hamburger Abendblatt in seiner Vorberichterstattung. „Hamburg hat wieder einen deutschen Profi-Meister“, berichtete dieselbe Zeitung nach Meinhardts Punktsieg, den er vor 5000 Zuschauern in der Ernst-Merck-Halle errungen hatte. Der neue deutsche Meister überzeugte in dem Kampf mit einer starken rechten Hand, Übersicht und schneller Schlagabfolge.
Ende November 1963 traf Meinhardt, dem als Boxer ein „glanzvolles technisches Rüstzeug“ bescheinigt wurde, in seiner ersten Titelverteidigung in Kiel auf den Einheimischen Klaus Stockmann. Meinhardt bekam den Sieg in der Ostseehalle in der neunten Runde zugesprochen, als der Ringarzt den stark blutenden Stockmann aus dem Kampf nahm. Die Gage für den Titelverteidiger betrug 9000 D-Mark. Im April 1964 traf der von Trainer Franz Mück betreute Hamburger in seiner Heimatstadt auf den bereits 37 Jahre alten Altmeister Peter Müller, der für den Kampf die höhere Entlohnung als Titelträger Meinhardt erhielt. Die rund 5000 Zuschauer in der Ernst-Merck-Halle wurden Zeuge eines leichtsinnigen Meinhardt, der sich zu häufig auf einen Schlagabtausch mit dem für seine Schlaghärte bekannten Kölner einließ und durch K. o. in der fünften Runde verlor. Dies war zugleich Meinhardts erste Niederlage als Berufsboxer. Im Jahr 1964 zog er von Hamburg nach Trittau, hauptberuflich wurde er als Beamter in der Polizeiverwaltung tätig.
Im Oktober 1964 boxte der Hamburger erstmals (und zum einzigen Mal während der seiner Profilaufbahn) im Ausland und unterlag in Göteborg dem Schweden Bo Högberg. Anfang September 1966 stand Meinhardt noch einmal für einen Titelkampf im Ring, war aufgrund einer Grippe nicht im Vollbesitz seiner Kräfte. Er unterlag dem jungen Lothar Stengel. In der siebten Runde warf Meinhardts Trainer Franz Mück das Handtuch. Das war zugleich Meinhardts letzter Kampf.
Als Boxtrainer war er jahrelang beim SV Polizei tätig. Im September 2013 wurde er von dem Verein für 65 Jahre Mitgliedschaft geehrt.